# Zout magazine
Zout magazine, kortweg Zout (en tot september 2021 Zuiderlucht genaamd), is een tijdschrift over kunst en cultuur. Het wordt in print verspreid in Zuid-Nederland en Vlaanderen, maar is ook als e-paper in te zien.